# Serpine
Serpine sind Proteine, die in allen Lebewesen vorkommen; beim Menschen machen sie etwa zehn Prozent der Plasmaproteine aus. Sie sind strukturell ähnliche Proteine, welche unterschiedliche Funktionen ausüben können. Die ursprünglich entdeckten Serpine sind in der Lage, die Enzymaktivität von Serinproteinasen zu blockieren (Serpin = Serin-Proteinase-Inhibitoren), diese Eigenschaft besitzen viele andere Serpine jedoch nicht. Zu den Serpinen gehören Antitrypsin, Antithrombin, Ovalbumin, Plasminogen-Aktivator-Inhibitor und Neuroserpin. Ihre Aufgabe ist hauptsächlich die Regulation der Protease-Aktivität. Die Proteindatenbank UniProt zählt über 40 gesicherte Mitglieder der Serpin-Familie, über 80 Sequenzen sind bekannt.
Strukturell zeichnen sich alle Serpine durch die Anwesenheit von drei β-Faltblättern und neun α-Helices aus, die zusammen eine unter Spannung stehende Struktur bilden. Dies führt dazu, dass jede proteolytische Spaltung an dieser Struktur zum Verlust der Inhibitor-Eigenschaft führt. Inhibitorische Serpine binden an Proteasen in der Nachbarschaft der katalytischen Domäne; der hemmende Effekt ergibt sich zunächst durch sterische Hinderung. Im Weiteren wird das Serpin durch die Protease aufgeschnitten – die freiwerdende Spannung im Serpin führt zu weitreichenden Konformationsänderungen und letztendlich zur Zerstörung der Protease. Die Hemmung ist also irreversibel.
Die Bezeichnungen Serpin und Serinprotease-Inhibitor sind nicht synonym, da es außerhalb der Serpine viele andere Hemmer von Serinproteinasen gibt, und Serpine auch andere Proteasen zu hemmen in der Lage sind. Die proteasehemmenden Serpine sind in der MEROPS-Datenbank im Clan 'ID' (Familie 'I4') zusammengefasst und bilden die umfangreichste Klasse von Protease-Inhibitoren.

## Klinische Anwendung
Das US-amerikanische Unternehmen Centessa Pharmaceuticals (Nasdaq: CNTA) veröffentlichte im September 2021 eine Pressemeldung, dass es SerpinPC in der Behandlung der schweren Hämophilie A und B im Rahmen einer klinischen Studie Phase 2a erforscht und erste positive Ergebnisse erzielt hat.